# Erich Zorn
Erich Zorn (* 21. März 1898 in Magdeburg; † 9. Februar 1996 in Ettlingen) war ein deutscher Ingenieur, Pionier der Schweißtechnik und Professor an der TH Karlsruhe.

## Leben
Nach Studium an der TH Braunschweig und Technischen Hochschule Karlsruhe sowie Promotion zum Dr.-Ing. war Zorn Ingenieur im Werk der Knapsack AG für Stickstoffdünger und Autogentechnik in Frankfurt-Griesheim. 1949 habilitierte er sich. 1950 wurde er ehrenamtlich Vorsitzender der Wirtschaftsvereinigung der Schweißtechnischen Industrie. Ab 1956 war er zusätzlich nebenberuflich Inhaber einer außerplanmäßigen und ab 1958 einer Professur für Schweißtechnik an der TH Karlsruhe. Von September 1961 bis 1972 war er Vorstandsmitglied der Knapsack AG, ab 1963 in der Funktion als Leiter der Forschungs- und Entwicklungsabteilung Knapsack-Griesheim AG (Werk Griesheim-Autogen).
Zorn gilt als Pionier der Schweißtechnik, weil er zahlreiche Erfindungen auf dem Gebiet des Autogenschweißens machte. Er setzte mit seinen Forschungen aber nur die Arbeit seines Vaters Hermann Zorn fort, der um 1920 begann, in der von wiederum seinem Vater Gustav Zorn 1874 gegründeten Kupferschmiede in Meißen Rohrleitungen durch autogenes Schweißen miteinander zu verbinden. Im Zweiten Weltkrieg war er unabkömmlich gestellt, denn seine Forschungen zum Schneiden von Beton mit Sauerstofflanzen galten wegen der dadurch möglichen Öffnung und Zerstörung feindlicher Bunker als kriegswichtig.
Einer seiner Söhne ist der Informatik-Professor und Pionier der E-Mail-Kommunikation Werner Zorn.

## Werke
- Wärmeleistung von Azetylen-Sauerstoff- und Leuchtgas-Sauerstoff-Flammen beim Autogenhärten. Carl Marhold Verlagsbuchhandlung, Halle a. S. 1939 (Dissertation).
- Die Behandlung des autogenen Schweiß- und Schneidbrenners. Carl Marhold Verlagsbuchhandlung, Halle a. S. 1942.
- Die Sauerstofflanze zum Brennen von Löchern in Beton, Mineralien und Stahl. Vieweg, 1944.
- Die Entwicklung der Flammenhärtung (= Aus der Praxis der Schweißtechnik. Band 23). Carl Marhold Verlagsbuchhandlung, Halle a. S. 1949 (Habilitation).
- Maschinelles Gasschmelzschweißen. o. O., [1949].
- Neuere Erkenntnisse über Brennschneiden und Sauerstoffhobeln. In: Technik. Band 4, Nr. 5, Mai 1949, S. 235–238.
- Stand und Aussichten der autogenen Oberflächenhärtung. Carl Marhold Verlagsbuchhandlung, Halle a. S. 1949.
- Stand der Flämmtechnik in Deutschland Ende 1958. [Vulkan-Verlag], [Essen] 1959.
- Geschichte der Schweißtechnik in Griesheim 1897–1964 (= Griesheimer Schriftenreihe. Band 6). Frankfurt am Main 1986 (verfasst gemeinsam mit Johannes Ickstadt).